# ソユーズムリトフィルム
ソユーズムリトフィルム（ロシア語: Союзмультфи́льм, Soyuzmultfilm）は、ロシアの首都モスクワが拠点のアニメーション制作会社、アニメーションスタジオである。ソビエト連邦時代に設立され、幅広い表現スタイルから、旧ソ連圏で最も影響力のあるアニメーションスタジオであるとされる。国際的に注目・評価され、これまで国内外で数多くの有名な賞を受賞している。
現在、"スタジオ "ソユーズムリトフィルム" の創造的組合"（ロシア語: «Творческо-производственное объединение «Киностудия «Союзмультфильм»）とソユーズムリトフィルム映画ファンド（ロシア語: «Фильмофонд Киностудии «Союзмультфильм»）の2つに分割されている。

## チェブラーシカの版権
アニメキャラクターのチェブラーシカの版権を保有していたが、2005年までに旧ソ連圏以外の版権を日本のチェブラーシカ・プロジェクト有限責任事業組合（チェブラーシカ・プロジェクトLLP）へライセンス供与を行い、2015年に契約の更新も行った。しかし2020年、ソユーズムリトフィルム側は最初の契約自体が無効であると主張し、チェブラーシカの版権を取り戻す意向を表明した。

## 主な作品
- 雪の女王
- 小さなペンギンロロの冒険
- ヌー、パガジー!（今に見てろよ！）
- 第三惑星の秘密

## 過去または現在所属しているディレクター
- ユーリ・ノルシュテイン
- ロマン・カチャーノフ
- フョードル・ヒトルーク